# 彈幕射擊遊戲
弹幕射击游戏在亚洲一般认为等同于2D平面射击游戏（包括卷轴射击游戏，和自由移动的平面射击游戏），因其中敌我双方的子弹在屏幕上停留的时间较长且密度很高形成“幕状”而得名。英语中有barrage、bullet hell、bullet curtain、manic shooter等稱呼，游戏类型被称为shoot'em up（清版射击游戏），简称STG。

## 特徵
彈幕系射擊遊戲結合了「射擊」和「閃避」兩大射擊遊戲的要素，玩家要「在敵人放出的大量子彈（彈幕）的細小空隙間閃避」，能給玩家閃避彈幕的時候的快感。
廣義上是指「敵人會射出大量子彈的射擊遊戲」，狹義上則只包括一些非常高難度的射擊遊戲。
日式彈幕射擊遊戲通常會有以下特徵：
- 敵人的子彈速度比普通的射擊遊戲的慢很多。
- 大量的敵彈會以一定的演算法有規則地射出，往往在畫面上排出幾何形狀。
- 敵彈的攻擊判定和自機的被擊中判定比眼見的小很多。
- 有減慢自機速度，使精密的避彈更容易的操作。

最先將以上特徵發揚光大的遊戲是在1997年發售的怒首領蜂，不過因為當時的電腦硬件及軟件尚未先進，畫面上能顯示的彈幕和人物單位都被大大限制；近年的CG處理技術已發展成熟，要在畫面上顯示上百名角色和上千發彈幕已經不成問題。在2000年後，類似怒首領蜂的射擊遊戲陸續出現，確立了彈幕射擊遊戲的形象。
雖然敵方的子彈比普通的射擊遊戲更密集，但因為不論敵彈判定還是自機被擊中判定也非常小的關係，彈幕射擊遊戲的難度也不一定比過往的射擊遊戲高很多。
日式风格的彈幕射擊遊戲幾乎清一色都是屬於縱捲軸射擊遊戲，只有一部分的商業、同人彈幕射擊遊戲（如プロギアの嵐、DeathSmiles等）是屬於橫向捲軸射擊遊戲的。這是因為在人類眼睛的構造上，以上下視線（Y軸）判斷從橫而來的彈幕，比以左右視線（X軸）判斷從上而來的彈幕難得多的關係，使得橫向捲軸不適合用於敵方彈幕超密集的遊戲上。

## 著名的弹幕射击类游戏
- 东方Project系列（上海愛麗絲幻樂團）

同人組織的作品，作為系列中彈幕射擊遊戲的第一作的是東方封魔錄。系列每作全部都有4種難度選擇，照顧了新手玩家及高手。彈幕有規律性，但較複雜。
其特點是每個關道、頭目都有其主題音樂，會配合場景和角色配合不同曲風，比起其他系列的音樂更注重旋律和節奏、較無緊張感，作曲較細膩。
- 式神之城系列（Alfa System）

接近敵方子彈是本作的攻略關鍵，因為此舉能增加獲得分數的倍率和自機攻擊力。
- 首領蜂系列（CAVE）

彈幕射擊遊戲的始祖。
同社最擅長製作彈幕射擊遊戲，其他作品還有ESP RA.DE.、プロギアの嵐、虫姫さま等（但由別社發售）。從1997年以來幾乎每年都會發表彈幕射擊遊戲。
- 絆地獄系列（CAVE）

彈幕設計的特點主要是近易遠難，STG中很獨特的風格，很有爽感。
- 蟲姬系列（CAVE）

有3個模式，系統和彈幕各不相同
- ESP系列（CAVE）
- 沙曼陀蛇系列

橫向彈幕代表
- 1942系列

大型機台長青遊戲之一